# Estrela Q
Estrelas-Q, também conhecidas como buracos cinzas, são objetos hipotéticos, formados por matéria compacta em um estado exótico. Estrelas-Q podem ser confundidas com buracos negros.